# غرقه‌بازار
ایجواناتون یا غرقه‌بازار (به ارمنی: Իջեւանատուն) (ترکی آذربایجانی: Qarğabazar) یک منطقهٔ مسکونی در جمهوری آرتساخ است که در استان هادروت واقع شده‌است.